# 布盧明代爾 (佛羅里達州)
布盧明代爾（英語：Bloomingdale）是位於美國佛羅里達州希爾斯波羅縣的一個人口普查指定地區。

## 地理
布盧明代爾的座標為27°52′55″N 82°15′36″W / 27.88194°N 82.26000°W，而該地最高點為海拔高度16米（即52英尺）。

## 人口
根據2010年美國人口普查的數據，布盧明代爾的面積為21.70平方千米，當中陸地面積為21.10平方千米，而水域面積為0.60平方千米。當地共有人口22711人，而人口密度為每平方千米1,046人。